# Yama onna kabe onna
Yama onna kabe onna (山おんな壁おんな? lett. "Donna montagna, donna muro", conosciuto anche in inglese come The Pancake and The Melon, lett. "La frittata e il melone") è in origine una serie seinen manga scritta da Atsuko Takakura in 13 volumi e pubblicata a partire dal 2005. Ne è stata fatta poi una trasposizione live action come dorama stagionale estivo in 12 puntate, prodotto e mandato in onda da Fuji TV nel 2007.

## Trama
Megumi, la protagonista della nostra storia, lavora presso il grande magazzino "Marukoshi" ed è la classica donna in carriera molto popolare e stimata (ma anche benevolmente invidiata) tra le colleghe. Tuttavia, ha un problema di non facile soluzione e che la cruccia alquanto: difatti, nonostante la sua indubbia bellezza, si ritrova ad avere un seno alquanto scarso, anzi praticamente inesistente.
Questo fatto le produce un notevole complesso d'inferiorità davanti alle altre donne: un suo ex compagno di scuola l'aveva soprannominata Kabe onna-donna muro (ma traducibile anche come "donna-pietra") e, da allora, la cosa è diventata per lei quasi un'ossessione. Un giorno, una bella e giovane ragazza molto ben dotata di petto appare davanti a lei, anzi dietro di lei, in autobus: Megumi sente qualcosa di gigantesco (il seno di una giovane donna) che le preme sulla schiena.
Si chiama Marie e, dopo un primo momento di turbamento e quasi di rabbia per la generosità che la natura le ha concesso, Megumi impara ben presto ad apprezzare le qualità di Marie: è difatti sincera, ingenua, buona, al limite dell'assurdo a volte.
Le due fanno amicizia, i loro caratteri trovano una reciproca affinità e completamento: saranno colleghe all'interno del grande magazzino, come commesse addette alla vendita al reparto borsette.
Marie, considerata dalle altre ragazze un po' strana, sia per il suo insaziabile appetito (è capace di divorare ben tre piatti di pasta uno di seguito all'altro) che per la personalità anche troppo allegra e sciocca, si trova però ad avere una straordinaria quanto positiva capacità, quella cioè di pacificare eventuali rimostranze dei clienti e farli uscire dal negozio sempre perfettamente soddisfatti: ella si completa così perfettamente con Megumi, la quale ha una gran intelligenza e capacità nelle questioni commerciali.
Le due donne, con i seni e le personalità opposte ma complementari e nonostante la rivalità naturale emergente tra le due, troveranno molte difficoltà lungo il loro percorso; ma ciò non le farà retrocedere o darsi per vinte, né in ambito lavorativo né tanto meno in quello amoroso e sentimentale. Scopriranno d'avere molte più cose in comune di quanto potessero supporre all'inizio: tranne, ovviamente, la grandezza del seno.

## Protagonisti
- Megumi Aoyagi, interpretata da Misaki Itō:

30 anni. L'eroina della storia, la "donna-muro", per la sua bravura nelle vendite è da più stagioni eletta come "prima tra le commesse", nonché capo-piano al Marukoshi. Di atteggiamento servizievole e anche generosa con le colleghe in difficoltà, per la competenza che dimostra ha la piena fiducia sia dei suoi superiori che dei clienti più importanti.
In definitiva si tratta d'una gran bella donna, ma un po' fredda nelle questioni affettive; ciò anche a causa del grave complesso che la perseguita, d'avere cioè il seno piatto. Il suo obiettivo è quello di diventare una delle prime donne manager dell'azienda, anche se proviene da una semplice famiglia di pescatori di Aomori, dove ha anche lasciato un fidanzato.
- Marie Mariya, interpretata da Kyōko Fukada:

25 anni. La "donna-montagna", ha una 5° di taglia e quando respira con veemenza rischia di far saltare i bottoni del petto dalla divisa. Viene assunta grazie ad un'idea segreta sviluppata dalla dirigenza, il cosiddetto 'Piano dinamite': prendere ragazze avvenenti e dal gran seno, così da attirare più clienti di sesso maschile, ma non solo.
Innocente e pura come un angelo, riesce a trasformare ogni difficoltà in un evento positivo; acquista presto una buona reputazione per la gentilezza che dimostra aver nei confronti delle clienti di una certa età. Alla mensa riesce a mangiare quantità gigantesche di riso e carne alla griglia; è complessata dal fatto di aver dei seni troppo grossi.
Il suo sogno è quello di aprire una propria boutique a Parigi e, verso la fine, dovrà scegliere se andare a lavorare in trasferta a Dubai.
- Masayuki Okuzono, interpretato da Mitsuhiro Oikawa:

34 anni. Nella sua qualità di dirigente figlio del gran capo, viene seguito ovunque vada dallo scodinzolante Tadashi. Da sempre un donnaiolo impenitente, non ha mai avuto una relazione seria; ad un certo punto sembra letteralmente perder la testa per Megumi, dopo aver avuto una sbandata per Marie.
- Tetsuhito Matsubara, interpretato da Hiroki Kawata:

33 anni. Compratore all'ingrosso per conto del grande magazzino; molto loquace, un tipo alla moda e signorile: sarà subito uno dei principali ammiratori di Marie.
- Haruka Oyama, interpretata da Eiko Koike:

27 anni, appare solamente nel dorama. Collega di Megumi e sua principale rivale sul posto di lavoro, nonché quella con la taglia più grande di seno dopo Marie. Dopo aver lasciato il "Marukoshi" prova a lavorare in una gioielleria Bulgari, ma si licenzierà dopo aver scoperto che deve far solamente la portinaia di bella presenza e nient'altro. Infine raccoglierà la felicità conoscendo il cugino di Megumi.
- Rika Koroita, interpretata da Rieko Miura:

32 anni, appare solamente nel dorama. Superiore di Megumi al reparto a fianco al suo, ha una capacità incredibile di raccogliere informazioni e notizie sui vari dipendenti. Non molto piacente e con gli occhiali, ha il vizio segreto di bere.
- Kanako Yoshino, interpretata da Misa Uehara:

26 anni. Collega al piano di Megumi e sua sottoposta; ha un padre con conoscenze altolocate che gli permettono d'influenzar a proprio favore il vettore vendite. Non è mai a corto di denaro, ma rimane costantemente affamata d'amore autentico; lo troverà infine nel giovane Goro.
- Misato Toyokawa, interpretata da Shin Yazawa:

25 anni. Anche lei come Megumi abbastanza piatta di seno; di nascosto lo aumenta con protesi varie. Ha un carattere realistico, ma irruenta ed abbastanza impaziente, con un gran desiderio di sposarsi presto.
- Masumi Nagashima, interpretata da Maki Komoto:

24 anni, appare solamente nel dorama. Ex fidanzato di Oyama.
- Tadashi Kazunuma, interpretato da Yōichi Nukumizu:

42 anni. Vice direttore generale, divorziato con un figlio appena adolescente; un tipo alquanto scialbo e non molto sincero, un carrierista. Quando temporaneamente succede a Takehiko, troverà il coraggio di dichiararsi a Megumi; pur supportato dal figlioletto che andrà a presentarsi davanti a Megumi, verrà infine rifiutato. Frequenta cabaret e club notturni.
- Goemon Okuzono, interpretato da Go Wakabayashi:

65 anni. Presidente del grande magazzino e padre di Masayuki; il capo ideale che viene sommamente rispettato e stimato da tutti i dipendenti. Non è affatto un tipo noioso, anzi gli piace molto divertirsi: fa una corte amichevole a Megumi, che ne è simpaticamente attratta.
- Takehiko Tamura, interpretato da Shōsuke Tanihara:

38 anni. Diretto superiore di Megumi; una persona seria e di talento, di cui tutte le commesse sono più o meno innamorate. La moglie lo assilla per fargli avere un figlio, anche contro la sua volontà; si scoprirà aver un debole per la 'sua' capo-piano, vagamente ricambiato. Quando gli sarà proposto di trasferirsi alla succursale di Shanghai, chiederà subito a Megumi se è disposta a seguirlo.
- Shohei Iguchi, interpretato da Hidetoshi Nishijima:

30 anni, appare solamente nel dorama. Ex compagno di scuola e vecchio amico d'infanzia di Megumi, erede del negozio di famiglia dove attualmente lavora come stuccatore. Ama la natura e l'aria aperta, è il primo a soprannominare Megumi "donna-muro"; in continuo contrasto con l'amica, si trovano infine ad esse attratti l'uno dall'altra; ma nel momento in cui si fidanzano ufficialmente, lui parte per lavoro un anno a Dubai.
- Goro Morita, interpretato da Kosuke Yonehara:

23 anni. Unico dipendente maschio al reparto borsette; un bel giovane sincero e buono; nonostante sia poco brillante socialmente è nonostante tutto abbastanza popolare tra le colleghe.
- Kenji Harada, interpretato da Yuu Tokui:

45 anni, marito di Yuko. Aspirante attore, ha però ottenuto il successo nel settore della ristorazione; lavora come cuoco.
- Yuko Harada, interpretata da Sawa Suzuki:

35 anni, moglie di Kenji. Amica d'infanzia di Megumi al paese natale in riva al mare.
- Ryoko Kuwata, interpretata da Kanon Matsuoka:

22 anni, appare solamente nel dorama. Nuova dipendente.

### Star ospiti
- Machiko Washio (ep1)
- Masako - Jinguji Sayoko (ep2)
- Hisahiro Ogura: Shigeo Tominaga (ep2)
- Michiko Iwahashi: Miyuki Tamura (ep2,5). Moglie insoddisfatta di Takehiko.
- Takashi Sasano: padre di Megumi, ha fatto per tutta la vita il pescatore (ep2-5,7-8). Un tipo superstizioso che telefona ala foglia nei momenti più impensabili per aggiornarla sulle influenze stellari; ad un certo punto le consiglia di comprare un "maialino rosa" portafortuna come salvadanaio. Finge un male improvviso per far tornare Megumi a casa.
- So Yamanaka - Uenohara (ep2,3)
- Tamao Yoshimura - commessa Swimsuit (ep3)
- Eita Mariya, interpretato da Kasahara Orito:

16 anni, studente di liceo. È il fratello minore di Marie (ep3-5)
- Jun Hasegawa - herself (ep3)
- Akaji Maro: Ijuin (ep4)
- Jun Matsumoto (attrice): la mercante di salamoia (ep4)
- Toshifumi Muramatsu: il manager Sasaki (ep4)
- Aya Enjoji: Nankota (ep5)
- Mayumi Oka: madre di Mariya (ep5)
- Keiko Hida: nonna di Mariya (ep5)
- Miho Minami: Nana (ep5)
- Megu-chan: Mary (ep5)
- Kōsuke Suzuki (attore): Komiyama (ep5)
- Kazumasa Taguchi: il custode (ep5)
- Hoka Kinoshita: Midorikawa (ep6)
- Satoko Takemoto: Takoko (ep6)
- Keisuke Seki: medico (ep6)
- Shōhei Suzuki: l'uomo sul bus (ep7)
- Miyoko Akaza: madre di Megumi (ep7)
- Jirō Satō: Kazuo, cugino di Megumi che lavora in un caseificio. Troverà infine l'amore sposando Haruka. (ep7-8)
- Isao Yatsu: il dottor Oyabu (ep7)
- Yoko Oshima: una cliente arrabbiata (ep7)
- Ko Takasugi: Kokubo (ep7)
- Makiya Yamaguchi - Sawada (ep7)
- Makihara Masato, interpretata da Haruko Ono (ep9)

Appare solamente nel dorama. Assunta per sostituire Haruka, è una donna-muro.
- Daisuke Kazunuma, interpretato da Kazuya Sato:

figlio di Tadashi (ep9)

## Episodi
| Nº | Giapponese 「Kanji」 - Rōmaji                  | In onda           | In onda |
| Nº | Giapponese 「Kanji」 - Rōmaji                  | Giapponese        |         |
| 1  | 「ボタンが飛ぶ…!?」 - Botan ga tobu...!?       | 5 luglio 2007     |         |
| 2  | 「ピンクのブタ!?」 - Pinku no buta!?           | 12 luglio 2007    |         |
| 3  | 「アリとキリギリス」 - Ari to kirigirisu       | 19 luglio 2007    |         |
| 4  | 「温泉にスイカ!?」 - Onsen ni suika!?          | 26 luglio 2007    |         |
| 5  | 「夢のHカップ!!」 - Yume no H kappu!!          | 2 agosto 2007     |         |
| 6  | 「結婚って相性!?」 - Kekkon tte aishō!?        | 9 agosto 2007     |         |
| 7  | 「初恋の人…!?」 - Hatsukoi no nin...!?         | 16 agosto 2007    |         |
| 8  | 「さよなら愛しい人」 - Sayonara itoshii nin    | 23 agosto 2007    |         |
| 9  | 「結婚して下さい!?」 - Kekkon shite kudasai!?  | 30 agosto 2007    |         |
| 10 | 「汗!? 恋の予感!!」 - Ase!? koi no yokan!!     | 6 settembre 2007  |         |
| 11 | 「誰と結婚するの!?」 - Dare to kekkon suruno!? | 13 settembre 2007 |         |
| 12 | 「さよなら山おんな」 - Sayonara yama onna      | 20 settembre 2007 |         |

## Sigla
Toki no Kakera degli Exile